# Capunsei
I capunsei, detti anche “gnocchi di pane”, dalla forma cilindrica affusolata, sono un tipico prodotto della tradizione contadina mantovana, molto sostanzioso, che può essere consumato in brodo o asciutto e condito con burro fuso o ragù.

## Descrizione
Una ricetta antichissima della zona di Volta Mantovana e delle colline moreniche, simile ai canederli e alla minestra mariconda bresciana per l'utilizzo di uguale materia prima.
La leggenda di un'origine ottocentesca tirolese sia una recente invenzione da parte di un'anziana del luogo che sostiene che ad inventare i capunsei fu sua nonna, un racconto non verificabile riportato per la prima volta solo pochi anni fa. In realtà il piatto è attestato già in epoca gonzaghesca (riportato sulle pergamene del XVI secolo) e pertanto con il Tirolo non vi è alcun legame diretto.
Quale riscoperta della cucina povera, dopo la seconda guerra mondiale, il capunsel cominciò ad essere servito anche nelle osterie e quindi nei ristoranti. L'inserimento nel menu dei locali costituì la fortuna di questo particolare piatto, che è stato così valorizzato e riconosciuto dalla regione Lombardia.
La sua affermazione definitiva l'ha avuta proprio quando la Regione lo ha "nominato" prodotto protetto.
La ricetta autentica del capunsel è venuta da una ricerca gastronomica che ha interessato tutti i paesi dell'Alto Mantovano.
A seconda delle varie località delle colline moreniche mantovane, il capunsel viene cucinato con alcune varianti. Per esempio a Solferino essi hanno una variante che si fa risalire ai tempi dei Gonzaga, cioè l'aggiunta di amaretti sbriciolati all'impasto. La confraternita del Capunsèl di Solferino ha inteso promuoverlo e tutelarlo. I capunsei sono a Guidizzolo serviti o in brodo o asciutti conditi con olio, burro, prezzemolo, cipolla, aglio, basilico, salvia e rosmarino leggermente soffritti. A Volta Mantovana i capunsei sono serviti in burro fuso o con un trito di erbe aromatiche.
I capunsei di Solferino e i capunsei di Volta Mantovana hanno acquisito lo stato di "De.C.O." (Denominazione comunale d'origine).